# Улица Гагарина (Омск)
Улица Гагарина — одна из небольших центральных улиц Омска, расположенная в историческом районе города. Большая часть построек представляет культурную и историческую ценность. На улице располагается Администрация города Омска, а также Госпиталь для ветеранов, ТК «Летур» и Омский автотранспортный колледж. К улице Гагарина примыкают Интернациональная, Гусарова, Карла Либкнехта, Больничный переулок, а также площадь Дзержинского, вдоль реки Омь, пересекает улица Щербанёва. Улица Гагарина проходит параллельно улице Ленина.

## Происхождение
Существует две версии происхождения названия. По официальной, улица получила своё название в честь космонавта Юрия Гагарина. Документальное подтверждение есть в архивах Музея космической славы, который располагается в Омске на базе школы № 55.
Также существует предположение, что улица названа в честь первого сибирского губернатора М. П. Гагарина, который основал Омскую крепость и сделал много полезного для её дальнейшего развития.

## История
Первые здания на данной территории появились на «Плане города Омска с окрестностями. Снятом инструментально в 1819 году» после пожара, уничтожившего большую часть деревянных строений в городе. На чертежах «По Омской крепости. О произведенных работах в 1848 году» нанесена сеть кварталов Мокринского форштадта, в числе которых есть и постройки Второго взвоза (прежнее название улицы Гагарина). На плане Омска 1879 года они указаны как существующие с 1854 года (штриховка нанесена по состоянию на 1829, 1854 и 1877 гг.).
В 1850-х годах здесь были разрозненные одноэтажные деревянные и кирпичные постройки омских купцов и мещан. Основной достопримечательностью Второго взвоза того времени был пивоваренный завод «Бавария», принадлежавший Г. З. Шпринбаху, который в 1908 году был одним из пяти заводов Акмолинской губернии.
Большинство сохранившихся зданий по улице Гагарина построено в XIX — начале XX вв. Это была рядовая застройка Мокринского форштадта (в то время центр города), которая в наши дни представляет большую историческую, градостроительную и архитектурную ценность. Дома № 20, 22, 24, 26, 28 были построены депутатом Городской думы Павлом Алексеевичем Липатниковым из династии омских предпринимателей. Дома отличает богатство лепного и кованого декора, передающего дух того времени.
В 1910 году рядом с территорией современной улицы Гагарина был построен трёхэтажный краснокирпичный пивоваренный завод С. Ф. Чистякова, в корпусах которого в советское время находился хлебозавод.
Вдоль Второго взвоза располагались торговые ряды, предлагавшие различную сельхозпродукцию. Сохранилась заметка в газете «Омский телеграф» от 13 сентября 1911 года, информирующая о решении Городской думы выделить постоянные места в торговых рядах прасолам (оптовым скупщикам, занимавшимся перепродажей).
По данным справочника 1912 года владельцами домов по Второму взвозу были И. А. Коган, Г. Ф. Корб, П. И. Винс и Т. Н. Мариупольская (известная омская благотворительница, родственница крупнейшего сибирского производителя пива и мукомола М. Я. Мариупольского).
Фасад Городского совета (в настоящее время здесь располагается Администрация Омска) в 1917 году украшен лепной скульптурой чешского мастера экстерьера В. Винклера, произведения которого сохранились до сих пор на тридцати зданиях города.
Решением Омского Губернского Революционного Комитета от 09.02.1920 многие улицы города были переименованы. В числе прочих получил новое название и Второй взвоз, став на долгие годы улицей МОПРа.
15 июня 1920 года все дома улицы МОПРа были муниципализированы.
В 1953 году большая часть строений, прилегающих к улице, была уничтожена во время строительства Комсомольского моста. Архитектурный ансамбль улицы Гагарина чудом сохранился. Комсомольский мост соединил улицу МОПРа с площадью Ленина.
После смерти первого космонавта улица переименована в честь Юрия Гагарина.
В 2000 году расчищается обширная площадка для строительства многофункционального здания компании «Летур». В течение нескольких лет это был один из крупнейших торговых комплексов в Омске.

## Здания и сооружения

### По нечётной стороне
По нечётной стороне на улице Гагарина располагается единственное строение — торговый комплекс «Летур», который в настоящее время находится в критическом состоянии и не функционирует.
Далее к улице примыкает площадь Дзержинского с обширным сквером. Сквер был создан в 1944 году по проекту архитектора П. М. Розенблюма на месте пустыря (бывшая Базарная площадь). По легенде, Розенблюм наблюдал с ближайшего высокого здания, как люди пересекают пустырь по снегу. Эти естественные тропинки послужили основой его проекта. Вначале центральная площадка была засажена огромной ковровой клумбой. В 1949 году здесь соорудили двухметровую вазу, засаженную 4 тысячами цветов. В 1951 году вместо вазы поставили цветочный шар с контурами СССР и других социалистических стран. С 1958 года на этом месте находится фонтан в форме многоярусной вазы, окружённый декоративным бассейном из красного мрамора.

### По чётной стороне
- Ул. Гагарина, 2 — единственный жилой дом по улице Гагарина (5 этажей).
- Ул. Гагарина, 8/1, 8/2 — административные здания.
- Ул. Гагарина, 10 — Омский автотранспортный колледж. Открыт по данному адресу в 1949 году на первом этаже (второй и третий этажи были жилыми). Затем учебными аудиториями были заняты все этажи. В 1961 году проводится реконструкция учебного корпуса, увеличение площадей. В 1965 году надстраивается четвёртый этаж. В июле 1979 года достраивается шестиэтажное здание, соединившее учебный корпус с общежитием.[11]
- Ул. Гагарина, 14 — бизнес-центр «На Гагарина».
- Ул. Гагарина, 20 — Детская школа искусств № 18, Дирекция здравоохранения и др.
- Ул. Гагарина, 22 — Министерство культуры Омской области.
- Ул. Гагарина, 24 — Всероссийское общество охраны памятников истории и культуры.
- Ул. Гагарина, 28 — Госпиталь для ветеранов. Здание построено в 1895 году и принадлежало омским купцам. Позади находились складские помещения, конюшня для гужевых лошадей. В советское время вплоть до Великой Отечественной войны здесь располагается городская терапевтическая больница № 5, а в смежном здании Казахский национальный педагогический техникум. 2 июля 1941 года в здании открыт эвакосортировочный госпиталь № 1494 на 600 мест (позже расширен до 1000 мест). В настоящее время госпиталь реабилитирует ветеранов афганской, чеченской и пр. войн.[12]

- Ул. Гагарина, 32, 34 — Администрация Омска. Бывшее здание Русско-Азиатской компании. С 1917 года Сибкрайгосторг. Фотографии здания в начале XX и в наши дни можно посмотреть по ссылке [13].
- Ул. Гагарина, 36 — административное здание. В этом здании в 1931 году начала работу первая Телеграфная контора. Монтаж оборудования осуществляли московские специалисты. Это было одно из немногих зданий Омска под особой охраной. В подвальное помещение, где размещалось оборудование электропитания, допускался узкий круг лиц по специальным пропускам.[14] Долгое время в здании располагался главный офис компании «Сибирьтелеком» (впоследствии «Ростелеком»).
- Ул. Гагарина, 36 — Военный следственный отдел по Омскому гарнизону, Отдел финансового обеспечения Министерства обороны РФ по Омской области.